# Weldon Spring Heights
Weldon Spring Heights è un villaggio degli Stati Uniti d'America, situato nello Stato del Missouri, nella contea di Saint Charles.